# Rákoš (Košice)
Rákoš é um município da Eslováquia, situado no distrito de Košice-okolie, na região de Košice. Tem 10,56 km² de área e sua população em 2018 foi estimada em 361 habitantes.

## Demografia
| Ano:        | 1994 | 2004    | 2014   | 2024   |
| ----------- | ---- | ------- | ------ | ------ |
| Broj ljudi: | 305  | 349     | 343    | 375    |
| Razlika:    |      | +14,42% | -1,71% | +9,32% |

| Ano:               | 2023 | 2024   |
| ------------------ | ---- | ------ |
| Número de pessoas: | 363  | 375    |
| Diferença:         |      | +3,30% |